# Youngolidia ampla
Youngolidia ampla är en insektsart som beskrevs av Nielson 1983. Youngolidia ampla ingår i släktet Youngolidia och familjen dvärgstritar. Inga underarter finns listade i Catalogue of Life.